# Милица Краљ
Милица Краљ (Београд, 1973) српска је позоришна редитељка и универзитетски предавач.

## Биографија
Дипломирала је позоришну и радио режију на Факултету драмских уметности.
Поставила је неколико десетина представа у позориштима Србије и региона.
Била је члан жирија неколико манифестација и фестивала.
Предаје у звању доцента на Академији уметности у Београду.
Ћерка је српског глумца Петра Краља. Њен супруг је глумац Александар Алач.

## Награде
- Награда “Љубомир Драшкић” (2005)[1]
- Награда за најбоље представе на Фестивалу у Ужицу (2005), “Нушићевим данима” (2006), Театар Фесту у Добоју (2006, 2007, 2015), Позоришно/казалишним данима у Јајцу (2006), Данима Зорана Радмиловића (2007, 2015)[1]
- Треће награде публике на Фестивалу пучког театра Омишаљ (2010, 2011)[1]
- Нушићеву награду за ревитализацију драмске класике на театарским сценама у земљи и иностранству (2016)[1]
- Награда “Марија Кулунџић” Малог позоришта “Душко Радовић” (2016)[1]

## Театрографија
- Балканска рапсодија, 01.10.1995, Београд, Битеф театар[3]
- Тартиф, 03.10.1997, Београд, Народно позориште[3]
- СИЛВИЈА, 11.04.1998, Београд, Атеље 212[3]
- БЕДНИ ЉУДИ, 15.11.2001, Београд, Атеље 212[3]
- ГРАЂАНИН ПЛЕМИЋ, 07.03.2003, Београд, Атеље 212[3]
- Мачор у чизмама, 16.09.2003, Суботица, Дечје позориште[3]
- X+Y=О, 09.11.2003, Београд, Београдско драмско позориште[3]
- Барон Лагиша, 21.03.2004, Београд, Позориште 'Пуж'[3]
- БРАНА, 30.10.2004, Београд, Атеље 212[3]
- Себични принц, 08.05.2005, Београд, Позориште 'Пуж'[3]
- Игра парова, 19.11.2005, Београд, Београдско драмско позориште[3]
- Госпођа министарка, 24.03.2006, Бања Лука, Народно позориште Републике Српске[3]
- Разред, 16.06.2007, Београд, Београдско драмско позориште[3]
- Плинска светлост, 15.02.2008, Београд, Београдско драмско позориште[3]
- Чудо у Шаргану, 15.03.2008, Зрењанин, Народно позориште „Тоша Јовановић”[3]
- Реквијем, 17.03.2010, Београд, Београдско драмско позориште[3]
- Келерабе су здраве, 14.10.2011, Београд, Београдско драмско позориште[3]
- Свет, 25.12.2012, Ниш, Народно позориште[3]
- Маратонци трче почасни круг, 14.12.2013, Београд, Звездара театар[3]
- Зелени зраци, 15.02.2014, Крагујевац, Књажевско-српски театар[3]
- Три класе и госпођа Нушић, 11.11.2014, Београд, Београдско драмско позориште[3]
- Цар је го, 23.09.2016, Београд, Позориште „Душко Радовић” Београд[3]
- Жанка[3]